# Arnljot Eggen
Arnljot Eggen född 13 augusti 1923, död 4 februari 2009, var en norsk lyriker.
Eggen debuterade 1951 med diktsamlingen Eld og is, och han utgav senare en rad diktsamlingar. Han skrev utöver lyrik också ungdomsböcker, visor och har översatt icke-norska författares verk till norska.
Arnljot Eggen skrev både på bokmål och nynorska och var bosatt i Oslo. Han skrev i norska Klassekampen och blev kopplad till det norska kommunistpariet AKP.